# Autenticidade na arte
A autenticidade na arte é um princípio amparado na noção do autêntico, tanto no sentido etimológico da palavra, no que se refere a qualidade daquilo que é de fonte reconhecível, confiável, quanto no sentido subjetivo, como representação individual, e se expressar nas mais diferentes formas, sejam elas materiais ou humanas. Historicamente, a noção de autenticidade se transformou com o tempo, acompanhado as mudanças na sociedade humana e as rupturas de pensamento, no mundo contemporâneo, a arte autêntica surge como uma criação excepcional do autor em oposição a reprodução mecânica da obra.
Um patrimônio artístico é reconhecido sob determinados critérios de avaliação de autenticidade com a finalidade de captar o significado e a expressividade do criador através da função, construção, objetivo e importância do objeto. Tais critérios são um requisito para a inscrição de uma obra de arte na lista do Patrimônio Mundial da UNESCO, definido pelo Documento de Nara sobre a Autenticidade (1994).

## Autenticidade nominal
Esta associada à compreensão da obra como objeto produzido por um artista em determinado tempo e lugar na qual são levadas em conta as informações sobre a obra, como as técnicas utilizadas, o objetivo do artista, o design e a época. A verificação da autenticidade nominal é baseada em procedimentos técnicos feitos por especialistas de diversas áreas que vão determinar sua autenticação por meio de evidências e documentação.

### Procedência

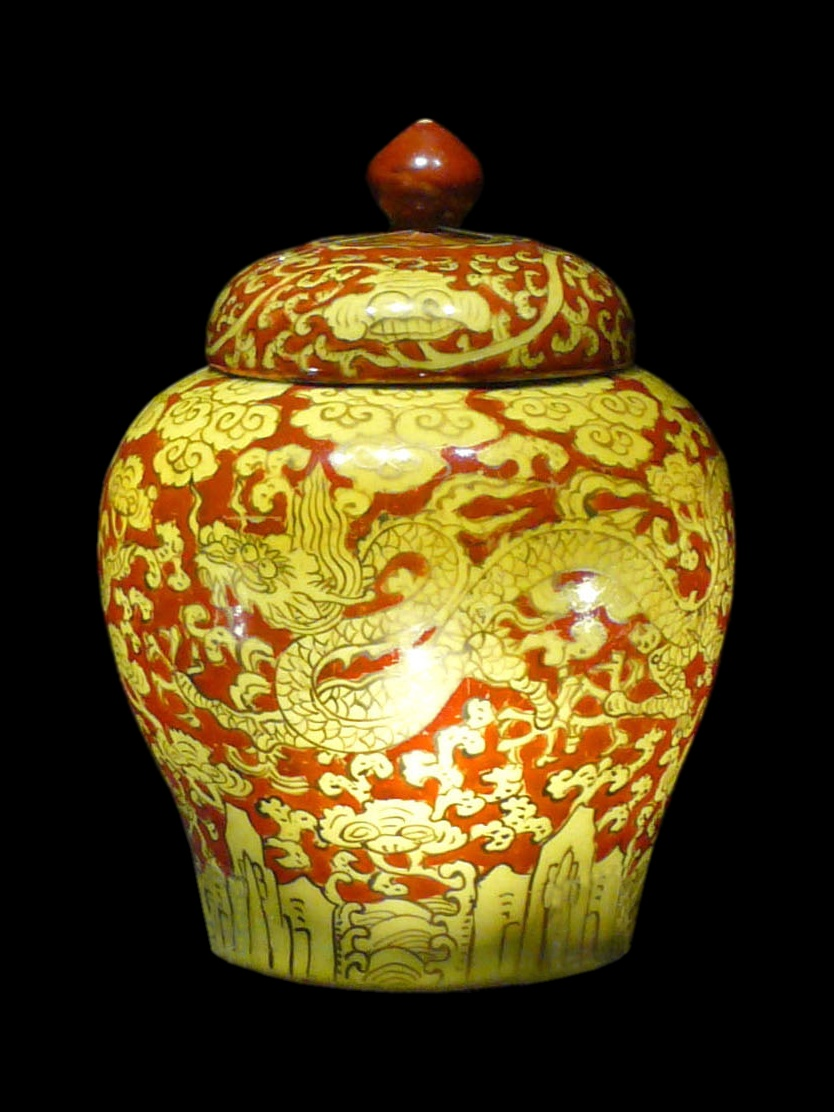
Jarro do Dragão Amarelo do período Jiajing da dinastia Ming, uma peça para uso quotidiano no século XVI e um objeto de arte no século XXI.

A autenticidade de procedência de um objeto de arte é a identificação do artista, do lugar e da época de origem da obra. Os especialistas em arte determinam a autenticidade de procedência por meio da realização de quatro testes: (i) verificação da assinatura do artista na obra de arte; (ii) revisão da documentação histórica que atesta a história do artefato; (iii) evidências científicas (radiografias da tela, espectroscopia infravermelha da tinta, análise dendrocronológica da madeira); e (iv) a opinião especializada de um connaisseur dotado de um olhar treinado.
Em Sincerity and Authenticity (1972), o crítico literário Lionel Trilling postulou que a questão da autenticidade da procedência é uma dimensão profundamente moral. Independentemente da condição física e do estado de conservação da obra de arte, é muito importante saber se um vaso Ming é autêntico ou se é uma elaborada falsificação. A preocupação com a autenticidade da procedência de uma obra de arte é algo recente e ligado ao Ocidente. No mundo oriental, é a própria obra de arte que é importante sendo que a identidade do artista e a procedência da obra de arte são vistos como de importância secundária.

### Falsificação

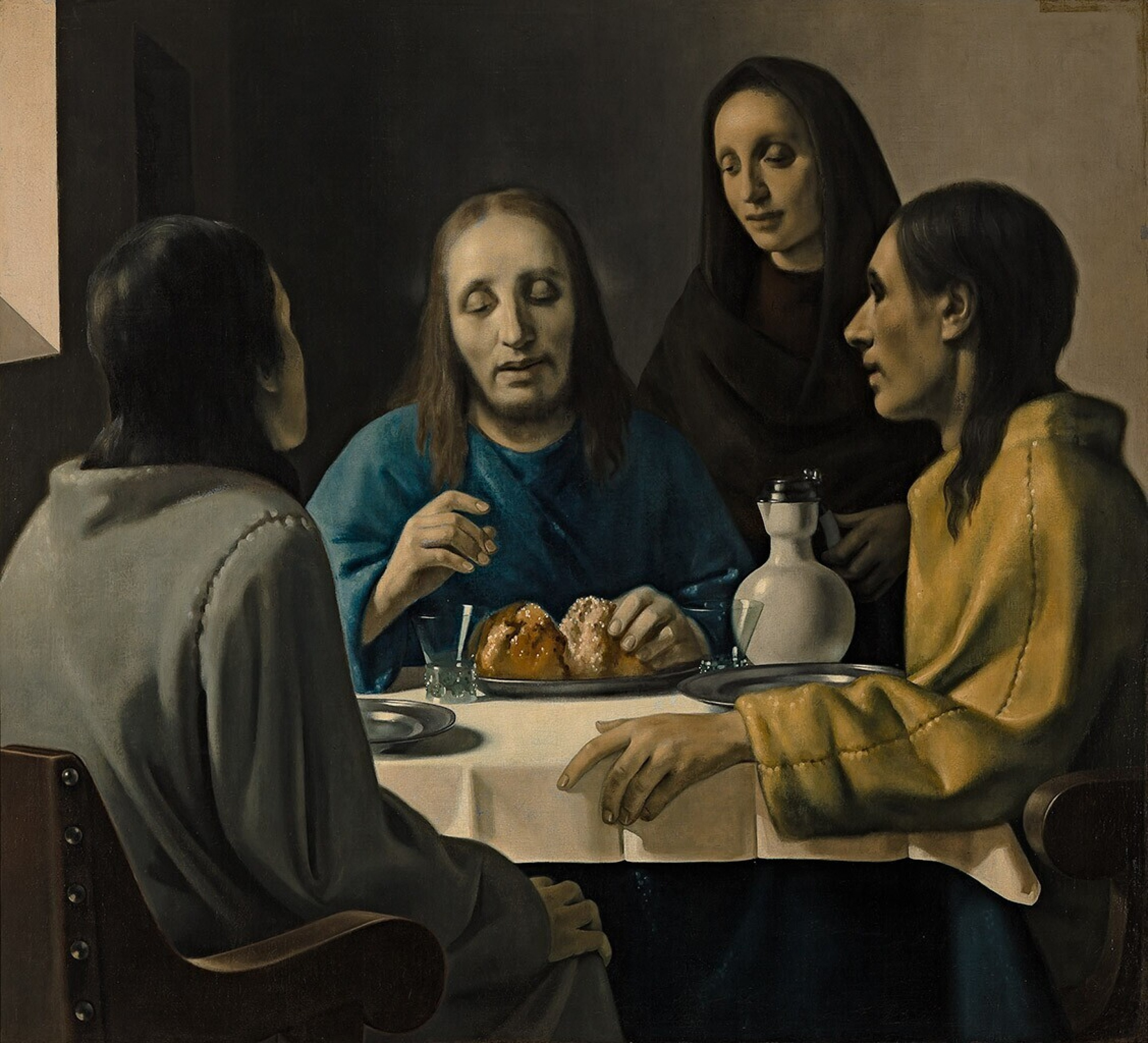
The Supper at Emmaus (1937), de Han van Meegeren, um mestre da falsificação holandês, que enganou o líder nazista Hermman Göring dizendo que a pintura era um original de Johannes Vermeer.

Para sobreviver à Segunda Guerra Mundial, Han van Meegeren negociou obra de arte falsificada com os ocupantes nazistas da Holanda. No pós-guerra, as autoridades holandesas prenderam van Meegeren como um colaborador nazista, pois todos acreditavam que ele havia vendido obras de arte holandesas originais. Para evitar sua morte, van Meegeren revelou que era um falsificador de pinturas e que os quadros que vendeu aos nazistas eram falsificações.
Para evitar comprar involuntariamente uma obra de arte falsificada, vendedores e compradores usam um certificado de autenticidade como prova documental de que uma obra de arte é uma criação genuína do artista identificado como o autor da obra. A inautenticidade da pintura falsificada é estabelecida a partir de evidências documentais presentes na história da arte e de evidências forenses colhidas das técnicas de conservação e restauro, como a datação cronológica.  O certificado de autenticidade pode agregar muito valor ao objeto de arte, dificultando a compra de obras de arte contemporâneas com proveniência determinada por colecionadores e negociantes de arte.
Por outro lado, existe um interesse na investigação por parte de críticos de arte da possibilidade da falsificação atuar como uma obra de arte. No ensaio “The Perfect Fake” (1961), a crítica de arquitetura e arte Aline B. Saarinen lançou a seguinte pergunta: “Se uma falsificação é tão bem feita, que mesmo após exame minucioso e confiável, sua inautenticidade ainda gera dúvidas, ela deve ou não ser considerada uma obra de arte tão boa como se fosse inequivocamente genuína?”.  Em The Act of Creation (1964), Arthur Koestler concordou com a proposição de Saarinen de uma "falsificação como uma arte", e disse que se uma falsificação está de acordo com o conjunto da obra de um artista, e se a falsificação produz o mesmo prazer estético como as obras de arte autênticas, então a arte forjada deve ser incluída nas exposições das obras do artista plagiado.
No ramo da arte, o valor artístico de uma falsificação, mesmo bem executada, inexiste para um curador preocupado com a autenticidade da procedência da obra de arte original. É certo, contudo, que estabelecer formalmente a procedência de uma obra de arte é uma questão de possibilidade e probabilidade, raramente de certeza, a menos que o artista ateste a autenticidade da obra.  No entanto, para a comunidade artística, uma falsificação permanece uma falsificação, independentemente da excelência da execução artística da falsificação em si; independentemente do talento artístico do falsificador; e independentemente do elogio da crítica quando os críticos e o público acreditaram que a falsificação era um original. 

### Reprodução mecânica
A impressão em relevo é uma forma de reprodução mecânica da obra de arte. O processo consiste em: (i) um artista cria um desenho; (ii) um artesão usa o desenho para criar uma matriz de xilogravura para impressão em relevo, geralmente destruindo a arte original ao cortar o desenho no bloco de madeira; e (iii) a própria xilogravura é descartada quando fica desgastada e não serve mais para fazer cópias de impressão em relevo do desenho. A partir desse processo em três etapas de produção da arte, as cópias impressas do desenho original são o produto final da criação artística, mas não existe uma obra de arte autêntica. Dessa forma, as cópias artísticas não têm autenticidade de proveniência.
No ensaio “ A obra de arte na era da sua reprodutibilidade técnica” (1935), Walter Benjamin discutiu as então novas mídias visuais da fotografia e da cinematografia como capazes de produzir arte reprodutível inúmeras vezes. Contudo, nenhuma versão da imagem é a imagem original e artisticamente autêntica. Como meios visuais que reproduzem - mas não criam - imagens originais, a fotografia e o cinema mudam o conceito de autenticidade artística de “arte como ritual” para “arte como política” e, assim, tornam as obras de arte acessíveil à sociedade de massa, ao invés de ficar restrita ao aficionado.
Um desenvolvimento das observações de Benjamin é a discussão da autenticidade da escultura Sunbather (1971), do artista Duane Hanson, que deu permissão aos conservadores da escultura em tamanho natural (uma mulher tomando sol enquanto reclinada em uma espreguiçadeira longue ) para substituir algumas de suas partes, como boné, maiô, toalha e outros artigos que ficaram desbotados e gastos. Da mesma forma, à luz das capacidades de produção artística e reprodução mecânica dos computadores e da internet, o artista de mídia Julian H. Scaff afirmou que a autenticidade da procedência de uma imagem digital não pode ser determinada. Uma pintura, fotografia ou enquadramento de cinema digitais geralmente existem em mais de uma versão, e cada versão é de autoria de um artista digital diferente com uma perspectiva diferente do que é arte.

## Autenticidade da experiência

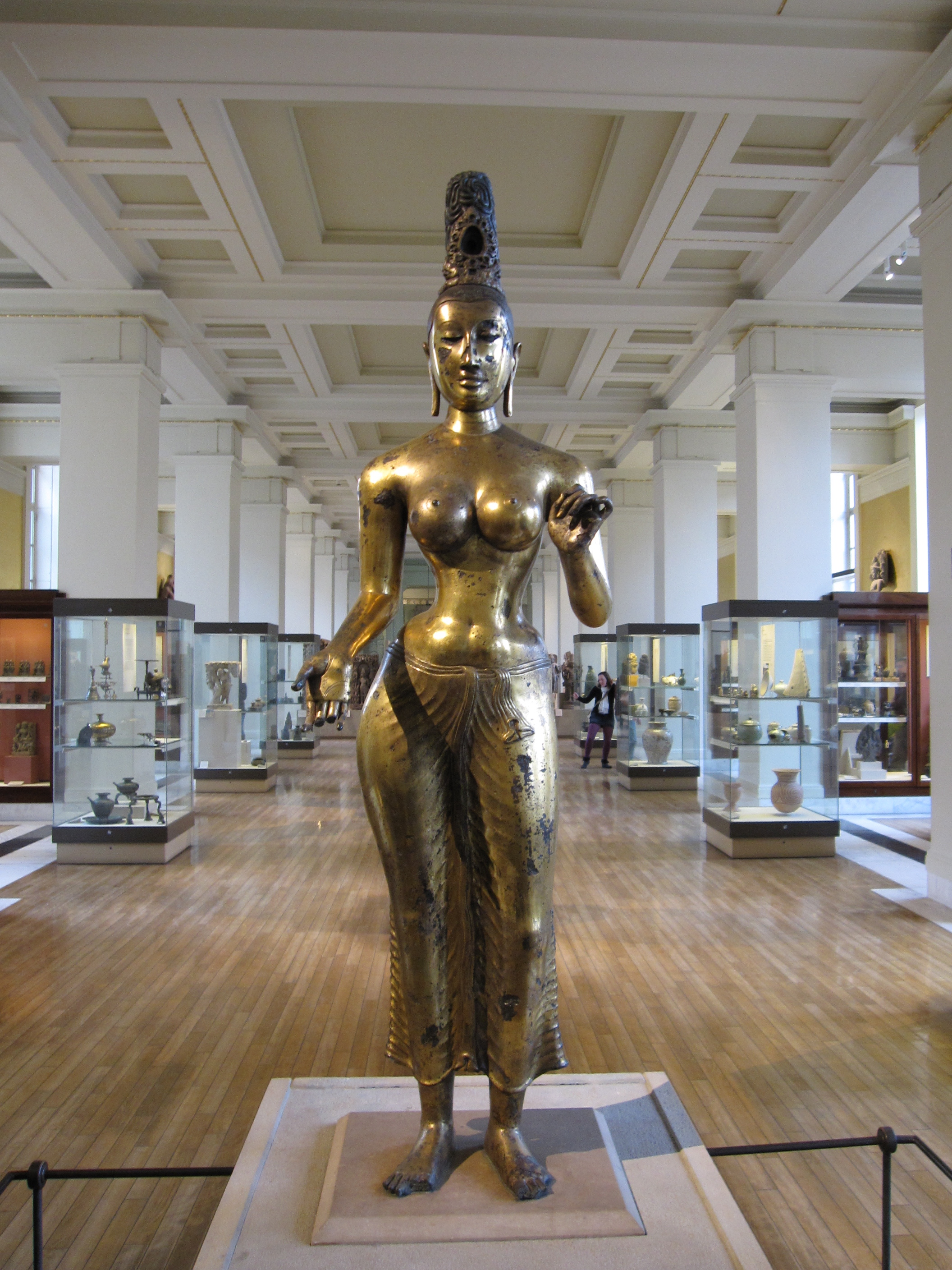
A autenticidade da experiência de uma obra de arte é efêmera. Contemplar a estátua da deusa hindu Tara (Sri Lanka, século VIII) em um museu é diferente da experiência estética de contemplá-la como deusa em um templo, seu cenário original.

A autenticidade da experiência derivada da obra de arte em seu lugar de origem é única e não pode ser recuperada. Reconhecendo isso, o curador de um museu pode dispor as obras de arte em exibições literais e metafóricas que se aproximam dos cenários originais para os quais os artistas criaram as obras. Utilizando-se de diversos artifícios, as exposições do museu podem proporcionar ao espectador uma experiência sensorial das obras de arte. Nessa linha de consumo da obra de arte, o turismo vende "a experiência da arte" como idêntica a autenticidade da experiência da arte. Um exemplo disso são as apresentações artísticas de dança nas ilhas do Pacífico, nas quais a “cultura das ilhas do Pacífico” era vendida como entretenimento aos turistas. Embora as performances da cultura nativa das ilhas do Pacífico possam ser nominalmente arte autêntica, no sentido de serem fiéis à cultura original, a autenticidade da experiência da arte é questionável.

## Autenticidade cultural
A autenticidade da procedência estabelece a existência material da obra de arte, a identidade do artista e quando e onde o artista criou a obra de arte. A autenticidade cultural diz respeito ao fato de uma obra de arte ser ou não uma expressão genuína da tradição artística. A preocupação com a autenticidade cultural de uma obra de arte costuma originar-se da visão romantizada sobre o valor artístico dos artefatos criados como ligados à expressão de uma pureza do gênero. Essa perspectiva idealizada geralmente deriva do nacionalismo, do racismo, do tribalismo e de mal-entendidos estéticos.
Uma obra de arte é considerada autêntica do ponto de vista cultural quando ela executada segundo o estilo, com os materiais e pelo processo de produção tidos como essenciais ao gênero em que ela se enquadra. A autenticidade cultural deriva das tradições artísticas criadas pelos artistas de determinado grupo étnico. Nesse sentido, uma obra de arte inuit autêntica só pode ser criada por um artista inuit. A perspectiva filosófica e sociológica da autenticidade expressiva é o que protege os artistas dos roubos de arte inerentes e consequentes à apropriação cultural. No entanto, no ensaio "Raça, etnia, autenticidade expressiva: os brancos podem cantar o blues?" Joel Rudinow discordou e defendeu a apropriação cultural, e disse que tal proteção da autenticidade cultural é uma forma de racismo.

### O mercado da arte
Esse modelo de produção artística do século XIX continua em prática na venda de objetos de arte autênticos para colecionadores e aficionados ocidentais. Normalmente, os artefatos são projetados e modificados para dar a impressão de possuírem atributos populares e proveniência autêntica, como uso em rituais religiosos, antiguidade e associação com aristocracia e realeza.  No século XX, mais precisamente na década de 1940, artistas haitianos criaram reproduções comerciais de "imagens vodu" fornecidas por empresários estrangeiros para venda como "arte vodu autêntica". Para alguns artistas haitianos, as representações estrangeiras de sua cultura artística, como trazida nessas imagens para as quais foram pagos para fazer, demonstraram o roubo artístico inerente à apropriação cultural e como os estrangeiros brancos viam a arte vodu haitiana, mais como uma mercadoria comercial do que como arte religiosa.

### Divindades e souvenirs
Para distinguir uma obra de arte de um artefato feito para turistas, os colecionadores de arte consideram uma obra de arte como artisticamente autêntica quando atende aos padrões reconhecidos de produção artística (design, materiais, manufatura) para um propósito original. Nas ilhas Filipinas, ao longo de sua história, os igorotes usaram estatuetas bulul para proteger a colheita de arroz. O bulul é uma representação altamente estilizada de um ascendente, que ganha força com a presença de um espírito ancestral.
Embora ainda seja usado em cerimônias tradicionais, com o aumento do turismo na região, o povo igorot passou a produzir estatuetas de bulul também para servir de souvenir aos turistas; um propósito secundário que não desvaloriza o bulul como arte. Dentro da cultura igorot, um souvenir bulul é considerado como adequado para cerimônias tradicionais - garantindo assim ao souvenir bulul uma autenticidade artística e cultural. Na perspectiva da autenticidade cultural, “máscaras e esculturas tribais” realmente usadas em cerimônias religiosas têm maior valor de mercadoria, especialmente se a autenticidade da proveniência determinar que um artista nativo criou o artefato usando designs, materiais e técnicas de produção tradicionais. Essa supervalorização ocidental da arte nativa é baseada no fato de o artefato ser um exemplo autêntico de uma tradição ou estilo de arte praticado por um povo primitivo.

### Tradições inventadas
A evolução artística dos quilombolas da Guiana Francesa mostra que os estilos artísticos contemporâneos se desenvolveram por meio da interação da arte e do comércio, entre artistas e empresários da arte. A longa história e as fortes tradições da arte maroon são visíveis na decoração de objetos do cotidiano, como remos de barco e venezianas. Para vender obras de arte maroon, os colecionadores de arte europeus atribuíam simbolismo à “arte nativa” que vendiam nos mercados de arte, aos colecionadores e aos museus. Porém, em sua origem, a decoração desses objetos tinha um fim exclusivamente estético. Apesar da falta de comunicação entre artistas e homens de negócios sobre o propósito, valor e preço das obras de arte, os artistas maroon usaram a linguagem semiótica europeia para atribuir significados simbólicos às suas obras de arte  e ganhar a vida. Ainda assim, é possível que artistas marron que desconhecem esse artifício acreditem erroneamente que o simbolismo comercial inventado deriva de tradições ancestrais verdadeiras.

## Autenticidade expressiva
A autenticidade expressiva está mais associada aos significados da obra de arte e "está relacionada como fato de ser ela uma expressão genuína de seu autor, isto é, uma forma pessoal e original de expressão, por meio da qual o artista é verdadeiro com sua própria essência".
Uma forma de se interpretar a autenticidade expressiva é por meio do exemplo dado por Jack W. Meiland, quando ele compara dois quadros idênticos de Rembrandt, se fosse considerado apenas a questão estética, o quadro falso teria o mesmo valor que o original por se tratar de uma cópia fiel. Porém, a obra original possui um valor histórico que vai além do estético, por representar um outro contexto e por partilhar uma visão pessoal do artista.

### Música
A autenticidade expressiva advém da obra de arte que possui a autoridade original e inerente à intenção do artista, assegurando que a obra é um produto original da sua expressão estética. Na performance musical, a autenticidade expressiva pode entrar em conflito com a autenticidade da performance quando a performance do músico ou cantor é fiel à sua arte e não é uma imitação de outro artista.  O intérprete, ao invés do compositor da canção e da música, ser o centro das atenções é um desenvolvimento historicamente recente que reflete o maior interesse do público na autenticidade expressiva de músicos carismáticos que possuem um estilo artístico distinto.
A autenticidade expressiva deriva da autenticidade do estilo e da tradição do artista, portanto, a apropriação da voz por um estranho é proibida porque o grupo cultural já tem artistas nativos produzindo arte autêntica.  No mundo da música americana, o Hip hop era originalmente arte musical criada por negros pobres para lidar com seus descontentamentos sobre a pobreza, ignorância e racismo impostos a eles na sociedade americana. Por isso, alguns artistas debatem se a lucrativa transição do hip hop do underground artístico para o mainstream comercial anulou a autenticidade da expressão da música. Em “Authenticity Within Hip Hop and Other Cultures Threatened with Assimilation”, o acadêmico Kembrew McLeod propos que a autenticidade cultural do hip hop é ameaçada pela sua assimilação no mundo da música, onde o comercial substitui a autenticidade expressiva. 

### Pintura
Nos campos da arte e da estética, o termo autenticidade expressiva deriva do termo psicológico autenticidade, utilizado na filosofia existencial, que considera a saúde mental como o autoconhecimento da pessoa sobre sua relação com o mundo real. Nesse sentido, a produção artística de expressionistas abstratos, como Jackson Pollock, Arshile Gorky e Willem de Kooning, foram compreendidas em termos existencialistas sobre a relação dos artistas com e em relação ao mundo. Essa mesma interpretação foi aplicada à arte cinematográfica dos cineastas Jean-Luc Godard e Ingmar Bergman.

## Autenticidade da performance

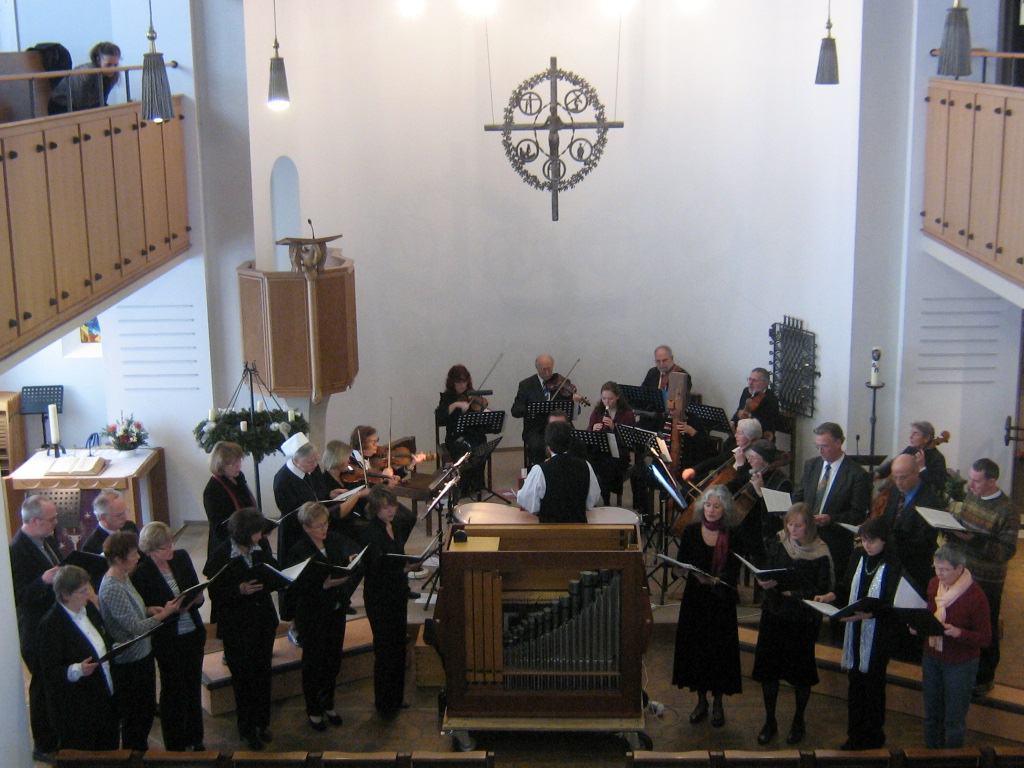
Autenticidade da performance: um conjunto de música barroca tocando instrumentos do período barroco, usando técnicas de época, enquanto veste trajes modernos.

No teatro e na música, os performers (atores, atrizes, músicos) são responsáveis por realizar uma performance da obra de arte enquanto uma peça de teatro ou um concerto musical, por exemplo. Em uma performance historicamente informada de uma peça de Shakespeare, as personagens femininas seriam interpretadas por atores, não atrizes, como era o costume na era elisabetana e o diálogo seria enunciado e pronunciado no estilo elisabetano de falar.
Em uma performance historicamente informada, os atores e os músicos repetem as características epocais da obra de arte que estão realizando, geralmente por meio da linguagem, de trajes e de estilos de apresentação e de instrumentos musicais fiéis ao período. Alguns músicos, assim, considerariam inautêntica uma execução do concerto para piano Elvira Madigan tocada em um piano de cauda, instrumento desconhecido para o compositor WA Mozart.